# Hans Gysi

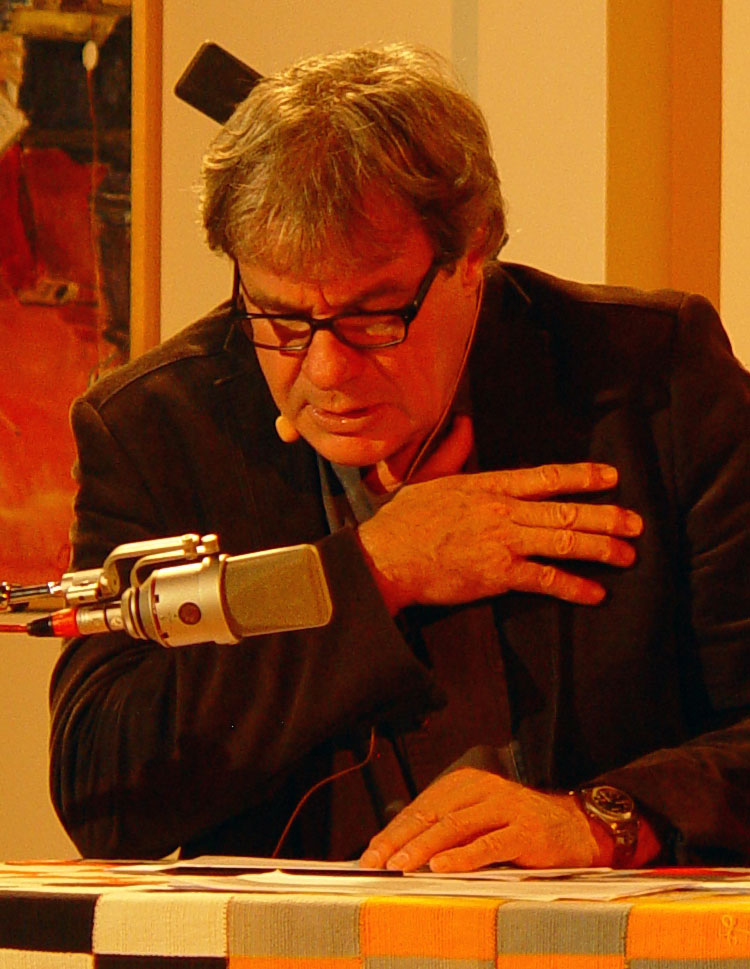
Hans Gysi bei einer Lesung im Kirsten Kjærs Museum in Dänemark, Oktober 2013

Hans Gysi (* 4. April 1953 in Arosa) ist ein Schweizer Schriftsteller, Regisseur, Schauspieler und Theaterpädagoge. Er lebt in Märstetten, Kanton Thurgau.

## Leben
Hans Gysi ist in Arosa geboren und aufgewachsen. Schulen und Ausbildung hat er in Arosa, Schiers und an der Universität Zürich gemacht. 1976 Sekundar-Lehrer Phil I. Von 1982 bis 1985 besuchte er die Schauspielakademie Zürich. Von 1985 an war er zwei Jahre als Schauspieler beim Kjtz (Theater an der Sihl, Zürich) tätig und später freischaffend als Schauspieler, Regisseur, Theaterpädagoge und Autor mit verschiedenen Theatergruppen (Theater Katerland; Theater Zwei-Ge, Bilitz). Viele Inszenierungen vom Frühlingserwachen bis zur Kleinbürgerhochzeit, u. a. auch mit Andreas Schertenleib „Ich habe eine grosse Sache im Grind, ein Glauserabend“. Hat den Förderpreis des Kantons Thurgau erhalten, einen Werkpreis der Pro Helvetia und eine Förderpreis des Kuratoriums Aargau. Lebt in Märstetten Thurgau, und seit Januar 2004 leitet er dort das Theaterbureau Gysi, das kleinste Theater im Kanton Thurgau. Daneben arbeitet er Teilzeit als Berufsschullehrer. Hans Gysi ist verheiratet und hat drei erwachsene Kinder. In Buchform sind u. a. erschienen: ›Zoogeschichten‹, ›Langes Warten, Rauch‹, ›Federkino‹, ›Die dünne Krankenschwester‹ und ›Morning Poems‹. Gysi hat den Förderpreis des Kantons Thurgau erhalten, einen Werkpreis der Pro Helvetia und einen Förderaufenthalt des Aargauer Kuratoriums. 2012 erhielt er den 1. Preis des Lyrikwettbewerbs am Rilke-Festival.

## Werke
- 1988 Erste Veröffentlichungen in Zeitungen und Literaturzeitschriften (Orte, Tagesanzeiger, Einspruch u. a.)
- 1991 Autor von «Kriegfeld», Jugendstück zum Thema Krieg. Theater Bilitz, Regie Roland Lötscher.
- 1991 Autor von «...und du bisch duss.», Jugendstück. (Projekt BAG), Regie Louis Naef.
- 1993 Veröffentlichung von "Die Theaterküche” *, theaterpädagogischer Leitfaden im Verlag ZMK Zürich.
- 1993 Veröffentlichung von «Langes Warten, Rauch», im Waldgut-Verlag Frauenfeld.*
- 1996 Der Lyrik-Band «Zoogeschichten» erscheint im Orte Verlag.*
- 1997 «Federkino», 27 eindeutige Fälle erscheint im Waldgut-Verlag, Lektorat Beat Brechbühl.*
- 1999 Theaterstücks «Königskinder» für das Theater Katerland, Winterthur, Regie Taki Papakonstantinou.
- 2002 Stückauftrag für die Gruppe U5: «Identity», Regie Enrique Köng, aufgeführt an der Expo 02.
- 2002 «Die dünne Krankenschwester», Waldgut-Verlag (Werkbeitrag der Pro Helvetia).
- 2002 CD «Die dünne Krankenschwester», dreizehn kleine Schäden vertont von Markus Keller, Sprecher: Hans Gysi.*
- 2003 «Purcell Recycling», Text zur Performance in der Tonhalle, Regie Stephan Roppel.
- 2004 Buch «Morning Poems» erscheint beim Verlag Wolfau Druck in Weinfelden.
- 2005 «Lasst uns Menschen machen», Stückauftrag für das Kindertheater Zug.
- 2006 CD Hörspiel «Das Mäusefieber»*; Text: Hans Gysi, Kompositionen: Marius Ungureanu und Johannes Gürth, Sprecher Hansrudolf Twerenbold und Hans Gysi.
- 2009 Thurgauer Theatertage: Uraufführung des Hörspiels “Vier Frauen, davon eine ich”.
- 2009 Der Lyrikband «zettel und litaneien» erscheint beim Verlag edition 8.*
- 2011 «Herr Dachs macht ein Fest», Kinderstück für Theater Bilitz, Regie Hans Gysi.
- 2011 Der Lyrikband «pocket songs» erscheint beim Verlag edition 8*
- 2012 im November: Paul geht fort, eine längere Prosageschichte kommt an die TTT.
- 2013 Arbeit am neuen Gedichtband „Neuen Balladen vom alten Leben“, erscheint 2014

## Auszeichnungen
- 2006 «Zettel und Litaneien» erhält einen Förderbeitrag des Kuratoriums Aargau.
- 2008 Atelierstipendium der Gemeinde Weinfelden: «Wen del Fein» in der Remise Weinfelden, zusammen mit Silvia Gysi, Fotografin
- 2012 Der Lyrikband «pocket songs» gewinnt den ersten Preis am Festival Rilke, Siders.

## Schauspiel und Regie
- 2005/06 Regie bei “Radio Kashmir” von Hansjörg Schertenleib, Schweizer Erstaufführung, Theater Tropfstei Ruswil LU
- 2007 Regie „FrauMann“ von und mit Andreas Schertenleib und Katharina Schneebeli.
- 2008 Regie „Der grüne Kakadu“ von Arthur Schnitzler, mit Gerold Koller, Kantonsschule Limmattal.
- 2009/10 Regie „Die menschliche Stimme“ von Jean Cocteau mit Nadine Bohse, Bühne CP Täterow. Première Vorstadttheater Frauenfeld.
- 2010 Regie „Kasimir und Karoline“ von Ödön von Horváth, theagovia im Theaterhaus Thurgau in Weinfelden.
- 2011 Regie und Text in „Herr Dachs macht ein Fest“ Theater Bilitz im Theaterhaus Turgau in Weinfelden.
- 2013 Spiel als Faust in „Faust in Weinfelden“. Regie ML Hinterberger/P.Wenk, Première 17. August 18 Uhr 15

## Frühere Arbeiten und Engagements
- 1985–1987 Engagement als professioneller Schauspieler im Kjtz, Zürich. Regie: Maja Stolle, Enrique Köng, Otto Huber.
- 1987–2000 Schauspieler und Regisseur in verschiedenen Gruppen (Bilitz, Katerland und andere).
- 2001 Theater Tuchlaube: Regie in “A&M im kalten Krieg” mit Franziska von Blarer und Katharina Schneebeli.
- 2001 Spiel in “Messer in Hennen” im Hofstatttheater Schwyz, Regie: Stephan Roppel.
- 2002 Inszenierung von “De Franzos im Ybrig” von Thomas Hürlimann, Kantonsschule Limmattal.
- 2003 Regie im historischen Museum Luzern zum Thema Archäologie: „Scherben, Schichten, Spuren.“ Konzept Ueli Blum.
- 2004 Eröffnung des «theaterbureau gysi» mit Kleinwelttheater.
- 2004 Spiel in „Spinnen“ Von Sabine Wang, Theater Winkelwiese, Regie Trix Bühler.
- 2004 Regie bei Andreas Schertenleibs neuem Kinderstück „Frau Loosli“.
- 2004/05 Regie bei „Omleto“ von Kurt Hutterli im Theater am Richtplatz, Aarburg.
- 2005/06 Spiel in „Zwischenland“, theagovia, Regie Marie Luise Hinterberger, Konstanz.
- 2005/06 Regie und Stückentwicklung mit Tachemagos Zürich.: “Janos und Ursula” Zürcher Jugendtheater.